# Giórgos Panagí
Giórgos Panagí (en grec moderne : Γιώργος Παναγή), est un footballeur international chypriote né le 3 novembre 1986 à Larnaca en Chypre. Il joue au poste de milieu de terrain.

## Biographie

### Carrière de joueur
Giórgos Panagí commence sa carrière en Chypre au Nea Salamina puis rejoint Famagouste en janvier 2007.
Le 16 septembre 2008, il joue son premier match de Ligue des champions contre le Werder Brême en rentrant à la 58e à la place de son partenaire polonais Łukasz Sosin.
Puis, le 4 novembre, en phase de poule de la Ligue des champions 2008-2009 contre l'Inter Milan, il marque le deuxième but de son équipe deux minutes seulement après son apparition sur le terrain à la 43e à la place de Paulo Sérgio da Costa.

## Palmarès
- Avec le Nea Salamina Famagouste
  - Champion de Chypre de D2 en 2004

- Avec l'Anorthosis Famagouste
  - Champion de Chypre en 2008
  - Vainqueur de la Coupe de Chypre en 2007
  - Vainqueur de la Supercoupe de Chypre en 2007

- Avec l'Omonia Nicosie
  - Champion de Chypre en 2010
  - Vainqueur de la Coupe de Chypre en 2011
  - Vainqueur de la Supercoupe de Chypre en 2010